# Alburnus sarmaticus
Alburnus sarmaticus is een  straalvinnige vissensoort uit de familie van karpers (Cyprinidae). De wetenschappelijke naam van de soort is voor het eerst geldig gepubliceerd in 2007 door Freyhof & Kottelat.
De soort staat op de Rode Lijst van de IUCN als Bedreigd, beoordelingsjaar 2010.